# Tornaco
Tornaco – miejscowość i gmina we Włoszech, w regionie Piemont, w prowincji Novara.
Według danych na rok 2004 gminę zamieszkiwało 878 osób, 67,5 os./km².